# 마오타이주

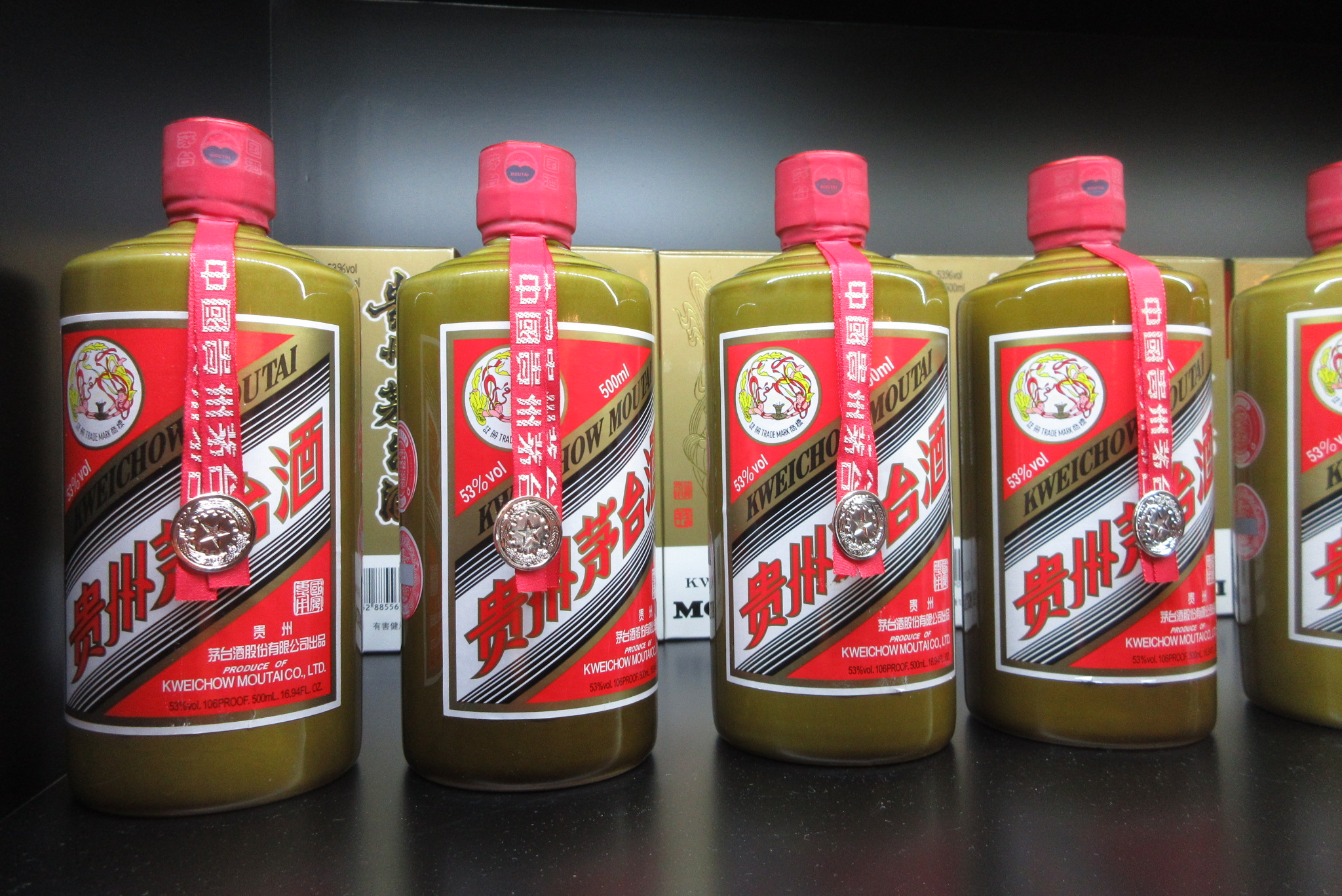
중국의 국주 마오타이주

마오타이주(茅台酒)는 수수(고량)를 주 원료로 하는 중국 구이저우성(귀주성) 마오타이진의 특산 증류주이다. 백주의 한 종류로, 중국 백주 중 최고급이다. 중국의 소주 급으로 중국인들이 가장 선호하는 백주다. 최고급 백주답게 고급 향인 장향형으로서, 향이 강하며, 마실 때 코와 입, 목까지 넘어가는 과정에서 훌륭한 맛과 향을 낸다. 향신료 등의 인공적인 것을 넣지 않고, 장기 숙성으로 맛과 향을 내는 것으로 알려져 있다.
선정자에 따라 다르나, 아일랜드의 위스키, 프랑스의 코냑과 함께 세계 3대 명주로 언급되곤 한다. 중국인들은 마오타이 술에 대한 엄청난 자부심이 있다.

## 역사
마오타이주는 이 술을 생산하는 마오타이라는 마을의 이름을 따서 지어졌다.
정식 명칭은 '귀주 마오타이' 인데, 이는 중국 귀주성 마오타이진이라는 마을에서 생산되었다 하여 붙여진 이름이다.
이곳은 오랫동안 술을 빚은 역사를 가지고 있다. 오늘 날의 마오타이주는 기원전 130년대 한무제가 마오타이를 마시고 감미로운 술이라 하였으며 이 술의 역사는 2000년이 넘는다. 오늘날 우리가 마시는 마오타이의 제조 방법은 청나라 때의 방식이다.
현재 중국 정부인 중국 공산당을 대표하는 가장 의미있는 술인데, 이는 1950년대 장제스의 국민당과 마오쩌둥의 공산당이 전쟁을 할 때 공산당이 전쟁에서 열세에 밀리면서 패할 시기에 했던 대장정의 길에 귀주성이 있었고 마오타이진 마을의 사람들은 마오쩌둥과 공산당 군대 사람들에게 마오타이 술을 대접했고 추운 날씨에 높은 도수를 가진 마오타이를 마시고, 높은 알코올 도수 덕에 상처도 소독할 수 있었던 이 술은 중국 공산당 사람들에게 가장 힘들었던 시기를 같이 한, 중국 사람들에게 있어서는 매우 의미 있는 술이다.
1915년 샌프란시스코에서 열린 파나마평화박람회에서 중국 사람들이 귀주 마오타이를 들고 박람회에 참석했는데, 너무 진부한 포장지에 관심이 가지 않았던 심사위원들에게 화가 난 중국 대표가 마오타이 술을 바닥에 실수한 척 떨어뜨려 깨면서 그 술의 훌륭한 향이 알려지고, 심사위원들이 그 향에 감명을 받아 1등 금상을 수상하게 되며 전 세계에 알리게 되는 신기한 계기가 있다.
게다가 중화인민공화국 성립 2년 후인 1951년에는 몇 년 전 힘든 시기를 함께했던 마오타이를 잊지 않았던 마오쩌둥에 의해 ‘국주’라는 명성을 더하게 되었다. 그 후 마오타이주는 1985년과 1986년의 파리 국제박람회에서 두 개의 금메달을 추가로 획득하여, 중국혁명 이후 현재까지 14개의 국제적인 상을 수상하였고, 20개의 국내상을 휩쓸었다.
1972년 마오타이주는 다시 한번 전 세계의 주목을 받았다. 미국과 중국이 사이가 마냥 좋지 않을 때였는데, 미국 국빈인 대통령이 미국 대통령 역사상 처음으로 공식적으로 중국을 방문한, 정치적으로 엄청난 역사가 있는 날에 마오쩌둥이 이 술로 리처드 닉슨 대통령을 대접한 것이다. 2년 뒤 미국 국무장관 헨리 키신저와 마오쩌둥이 이 술을 마시면서 서로 대화했다. 이후 저우언라이가 다나카 가쿠에이 수상을 접대하여 더욱더 세계적인 명성을 얻었다. 실제 중국에서는 축연의 건배주로 자주 이용되는 중국을 대표하는 술이라고 한다.
2018년 중국 시진핑 주석이 방중한 북한 김정은 위원장을 대접할 때도 최고급 마오타이주를 대접하고 선물했다.
중국의 마오쩌둥, 덩샤오핑, 시진핑과 북한의 김일성, 김정일, 김정은 위원장, 소련의 스탈린, 미국의 리처드 닉슨 대통령, 헨리 키신저 국무장관 등이 마셨던 술로서 매우 중국에서 가치있는 술이다. 한국에서 사람들이 소주를 많이 먹는다면 중국 사람들은 백주를 많이 먹는데, 그 중 가장 최고급 브랜드가 귀주 마오타이이며, 기원전부터 시작된 2000년의 매우 긴 역사와 청나라 시대와 똑같은 제조법, 귀주 마오타이만의 매우 훌륭한 맛과 향을 내기 위한 최소 5년 간의 장기적인 숙성 과정, 1950년대 국공 내전에서의 힘들고 어려운 시기를 같이 했던 의미 있는 술, 1949년 중국이라는 국가가 마오쩌둥에 의해 창립될 때부터 지금까지 중국 모든 사람들의 인생을 같이하며 국빈 대접에서 쓰이는 중국에서 가장 최고급의 술로서, 중국 사람들에게는 매우 매우 가치있는 술이다.
도수가 50~60 정도 되는 매우 높은 술이지만, 같은 도수의 다른 술들보다 훨씬 더 부드럽고 목으로 잘 넘어가며, 50~60도처럼 뜨겁게 느껴지지 않는다고 한다. 매우 많은 증류 과정 등을 통해 불순물이 적어 과음해도 숙취가 적거나 없으며,  적당히 마시면 건강에 좋다고 여겨진다. 저우언라이는 감기에 걸려도 약을 먹지 않고, 온도가 높은 술인 마오타이주를 마셔서 몸의 온도를 높여 자연적으로 치료했다.
귀주성 북서부에 있는 런화이 시 마오타이진 마을에서만 만들어지며, 평균 해발고도 423미터의 낮은 산들과 마오타이라는 술을 만들기 위해서는 중국 전체에서 가장 좋은 기후, 토양, 물(특히 츠쉐이 강)을 가져 술을 만들기에 가장 좋은 곳이다. 최고 명품 술이기 때문에 매우 수요가 많아서 80% 정도 지분을 보유하고 있는 중국 정부는 마오타이진 마을 외에서 생산하여 수요에 맞추려고 했다. 중국 정부는 마오타이라는 술을 ''국주''로서 누구나 마실 수 있게 하고 비싸지 않아야 한다는 신념 아래 40년에 걸친 많은 시도 끝에, 마오타이 마을만 고유하게 보유하고 있는 환경이 있어야 만들어지는 것을 깨달아서 어쩔 수 없이 마오타이진 마을에서만 생산한다. 대량생산도 시도를 수십년 째 계속 하고 있다. 아직까지는 생산량이 그리 많이 늘어나지 않았다.
매우 복잡한 방식으로 제조되며 원재료인 수수 등을 9번 찌고 8번 누룩을 넣고 발효시킨 후 7번 술을 받아내는 방식으로 이것이 10개월 정도 소요되며 숙성을 3~4년 정도 하여 최소 5년의 세월을 걸쳐 완성된다. 또한, 인체에 유해한 성분들을 없애기 위해 모든 과정은 다 고온 환경에서 진행된다. 이 모든 과정에 어떤 물질이든 물이든 향료든 첨가 행위가 없으며 오로지 시간으로만 맛과 향을 낸다. 위에서 말했듯이, 이 귀주 마오타이의 고유한 훌륭한 향과 맛을 내기 위해서는 이런 장기적인 시간의 숙성 과정을 거쳐야만 하기에, 막 제조 방법을 바꾸거나 짧은 시간에 대량생산을 하거나 하는 방식으로는 기존 마오타이 술의 맛과 향을 낼 수 없기에 항상 수공업으로만 장기적인 전통적인 숙성 방식으로만 제조해야 이런 맛과 향이 나온다. 어쩔 수 없이 장인정신이 샘솟을 수밖에 없는 제품의 특성이다.
아까 최소 5년 동안의 시간을 거쳐야 귀주 마오타이 술이 나온다고 했는데, 숙성 기간이 많이 되면 될수록 맛과 향이 훨씬 더 훌륭해져 1~2년이 아닌 3~4년 동안의 숙성을 거치는 것이며, 이에 따라 30년 동안의 시간을 거친 30년산 마오타이, 50년산 마오타이 등은 시간이 가면 갈수록 기하급수적인 가치를 띄며, 50년산 마오타이는 병당 20만 달러가 될 정도로 매우 가치가 있다. 그만큼 숙성 시간이 수십 년이 되면 될수록 엄청난 가치가 있게 된다.  중국 정부가 80%의 지분을 보유하고 있는 공기업인데, 중국 정부가 국빈 만찬에서 대표적으로 대접하는 술이며 세계 3대 명주에 꼽히는, 아시아의 유일한 명주로서 엄청난 가치가 있기에 중국 정부는 그 본질적인 제품의 품질을 위해 열심히 노력하고 있다. 중국 사람들은 마오타이에 엄청난 자부심이 있기에, 그 제품의 품질을 포기하는 일은 중국에서 있을 수 없는 일이 된다.
이 귀주 마오타이라는 기업은 대략 80%(정확히는 79%)가 국가 소유로서, 공기업에 속하는데, 중국이라는 국가 창설 연도인 1949년부터 마오쩌둥에 의해 국주가 되었고 많은 국빈 만찬에서 중국 국가 주석이 대접하는 술이며 중국 정부 공무원들의 연회 만찬 등에서 주류인 술이다 보니 솔직히 자신들이 먹는 술을 정성스럽게 전통적인 방식으로 만들지  대량생산으로 품질(맛과 향)을 낮추면서 만들려는 시도는 하지 않을 게 당연하다. 세계 3대 명주라는 사실에 엄청난 자부심이 있기 때문이다. 중국 사람들은 특이하게 다른 것들은 몰라도 마오타이는 가격이 올라도 별로 이상하지 않다고 받아들인다. 엄청 가치있게 여긴다.
오로지 중국에서만, 술을 만들기에 최고의 기후, 토양, 물을 가지고 있는 귀주성 마오타이진이라는 마을에서만 생산되기 때문에 대단히 생산량이 적고 생산량을 장기적으로 늘리고 있지만 여전히 압도적인 엄청난 수요에는 따라가지 못하는 전형적인 훌륭한 명품의 케이스를 띄며, 이에 따라 귀주 마오타이라는 기업이 가격을 일부러 올리지 않아도 연평균 18%의 엄청난 수치로 가격이 상승되고 있다. 귀주 마오타이 술의 최소 숙성 기간이 5년이 되어야 하고 생산량을 마음대로 늘릴 수 없는 환경이며, 여전히 수공업의 청나라 때부터 이어 내려오는 전통적인 방식으로 제조하는 장인정신 기업으로서, 항상 제품의 질을 우선시한다는 기업의 원칙에 따라 이렇게 공급이 제한되고 가격이 어쩔 수 없이 올라가게 되는 것이다. 명품주라는 술계의 HERMES인 셈이다.
그러나 위에서 말했듯이, 최소 5년이라는, 다른 백주와는 숙성 기간의 차이가 엄청난 술이고 가격이 매년 매우 비싸지기에, 귀주 마오타이 기업은 기존 귀주 마오타이 술의 본질적인 맛과 향을 내면서도 숙성 기간과 증류 회수 등을 단축하여 더 빠르게 생산하는 귀주 마오타이 왕자주, 귀주 마오타이 영빈주 등의 마오타이 보급형 술을 만들었다. 기존의 전통적인 방식을 고수하여 하는 제조는 시간이 오래 걸리기에, 그것도 제조하지만 더 많은 고객들을 위해 빨리 생산하여 저렴하게 제공하는 보급형 제품 또한 제공하게 되었다. 귀주 마오타이 기업이 전통적인 마오타이 술 제조 기법을 수공업으로 고수하고 있음을 알 수 있는 반증이기도 하다. 전통 제품과 구별되는 보급형 제품을 제공하니까 말이다.
마지막으로, 귀주 마오타이 기업의 연례보고서에서 가장 중요한 부분을 보면, ''마오타이 그룹은 '제품의 품질이 먼저'라는 원칙을 고수하고 있으며, 품질을 가장 필수적인 요소로 보고 높은 도덕심과 정교한 제조 방식에 집중하고 완전히 시간이 지난 것, 숙성된 것이 아니면 절대로 제공하지 않고, 장인정신을 용맹하게 밀고 나가며, 고객들에게 1등급의 최고 품질의 제품을 제공한다.'' 인데, 귀주 마오타이 술의 맛과 향 그리고 최소 5년 등의 숙성 시간 등의 제품의 질을 가장 중요하게 여기고 있음을 알 수 있다.
(Moutai Group is adhering to the principle of ''quality comes first'', regarding quality as the vital factor, ''sticking to high morality and exquisite making technique, never selling liquor before it is fully aged and matured'', vigorously carrying forward the spirits of artisan and embroidery, and providing customers with first-class products.)

## 같이 보기
- 백주(중국에서 가장 많이 마시는 술)
- 고량주
- 중국의 술
- 귀주모태주구분유한공사